# Оља Ивањицки
Оља Ивањицки (Панчево, 10. мај 1931 — Београд, 24. јун 2009) била је српска сликарка.

## Биографија
Оља Ивањицки (право име Олга) је рођена у Панчеву 10. маја 1931. године у руској болници. Њени родитељи, отац Василиј Васиљенко Ивањицки и мајка Вероника Михајловна Пјотровска су у Србију дошли као прогнаници из Русије након Октобарске револуције. Живели су у Крагујевцу где је Оља Ивањицки живела све до доласка у Београд, да студира вајарство на Академији за ликовне уметности у Београду. Мада је уписала вајарство, она се од самог почетка углавном бавила сликарством. Године 1957. је завршила академију ликовних уметности у класи професора Сретена Стојановића. По завршетку постдипломских студија, 1962. године добила је посебно признање и стипендију Фордове фондације за наставак студија у САД, а године 1978. и могућност да учествује у програму Фулбрајтове фондације „Artist in Residence - Rhode Island School of Design“.
Била је члан Удружења ликовних уметника Србије (УЛУС).
Један је од оснивача Ниш Арт Фондације и Салона Музеја Медиале а 2007. основала је и Фонд Олге Оље Ивањицки са крајњим циљем да Фонд ради на оснивању Музеја Оље Ивањицки.
Постала је заменик гувернера Америчког биографског института, а затим заменик директора Међународног биографског центра у Кембриџу.
Умрла је у Београду 24. јуна 2009. после операције срца. Сахрањена је у Алеји заслужних грађана на београдском Новом гробљу 27. јуна 2009. године.

## Медиала
Године 1957. са групом сликара — Милићем од Мачве, Леонидом Шејком, Милованом Видаком, Светозаром Самуровићем, Костом Брадићем, Синишом Вуковићем, Миром Главуртићем и другим — основала је групу „Медиала“. коју су представљали млади сликари, писци, филозофи, архитекте, композитори. Свим члановима Медијале била је заједничка једна једина идеја: бескрајна љубав према уметности и бескрајно веровање у њене свеукупне моћи.
Прва изложба под називом „Медијална истраживања“ одржана у галерији Графички колектив а излагали су Оља Ивањицки, Леонид Шејка, Миро Главуртић, Владан Радовановић.
Група Медиала је имала 12 изложби.
Године 2006. Оља Ивањицки ради на оснивању Салона музеја Медиале, у оквиру Историјског музеја Србије.
Године 2007. Оља Ивањицки оснива Фонд Олге Оље Ивањицки.

## Сликарство
Оља Ивањицки је имала 99 самосталних изложби у земљи и иностранству. Шездесетих година прошлога века је почела прва са поп артом у Београду, а припремала је и изведбе које се памте. Њене слике се налазе у многим музејима и галеријама широм света:
- музеју „Метрополитен“ у Њујорку,
- Музеју модерне уметности у Њујорку,
- музеју „Санта Барбара“, Калифорнија
- Музеју савремене уметности у Београду,
- Народном музеју у Београду,
- Музеју модерне уметности у Скопљу,
- Музеју града Београда,
- Историјском архиву у Београду,
- Градском музеју у Ровињу,
- колекцији „Филип Беман“ у Филаделфији,
- факултету „Добс Фери“ у Њујорку,
- Колекцији „Витезови Малте“ у Њујорку итд.

## Пројекти
2003. године је завршила и неколико архитектонских пројеката. Пројекат за нови трговински центар у Њујорку, под називом „Big Apple Twins – Ground and Sky Zero Memorial“ и архитектонски пројекат који обухвата две грађевине за Марс, мушку и женску зграду, .
Године 2004. је учествовала на конкурсу за меморијални центар у Њујорку са пројектом „Меморијална сфера“ (Memorial Sphere).
Године 2004. направила је пројекат моста преко Дунава за Београд, „Belgrade Time Gate“, а учествовала је и на конкурсу „Nasca Observatory Lodge“ у Перуу, као и на Трећем Пежоовом такмичењу за пројекат аутомобила блиске будућности.
Године 2005. опробала се и као костимограф у Народном позоришту у Београду, у оперети „Слепи миш“, Јохана Штрауса, а са модном кућом „Мона“ је остварила модну ревију „Тесла“, поводом 150 година рођења Николе Тесле.
Године 2007. са модном кућом „Мона“ из Београда урадила колекцију „Његош“ посвећену 150-годишњици штампања Горског вијенца.
Године 2009., пред сам одлазак у болницу на тешку операцију, предала скице за још једну ревију у оквиру куће „Мона“.

## Објављена дела
- 1995. „Огледало љубави“, преписка Оље Ивањицки и Леонида Шејка, Силмир, Београд
- 1995. „Олуја мозгова“, разговори са Ољом Ивањицки, приредила Љубинка Милинчић, КОВ, Вршац
- 1998. „Видела сам пре и после“, песме и есеји, приредила Сузана Спасић, Интерпрес, Београд
- 2008. „Вечни услов“, поеме, приредила Сузана Спасић, Компанија Новости, Београд
- 2009. „Видела сам пре и после“, друго издање, прва постхумна књига, Интерпрес, Београд
- 2014. "Водич", записи о уметности, прво издање, едиција Пето царство, Фонд Олге Оље Ивањицки, Београд

## Монографије
- 1984. Бора Ћосић - Оља
- 1984. Драгош Калајић - Оља Леонардова кћи, АФА (Alpine Fine Arts)
- 1999. Мултимедијална Монографија, компакт-диск - Оља, Радионица душе
- 2016. Милан Шарац - „Јединствена Оља“  222504716[7]
- 2009. Оља Ивањицки - Очекивање немогућег, (Philip Wilson Publisher), Службени гласник, Београд, Гајо, Подгорица, на српском, руском и енглеском језику, наслов енглеског издања је (Painting the Future)
- 2017. Драгош Калајић - Оља, Вукотић Медиа, Београд

## Награде и признања
- Изабрана за Најбољег сликара 20. века у Југославији на основу гласања спроведеног међу југословенском публиком.
- Добитник је Седмојулске (1988) и Вукове награде за животно дело, највећих признања у Србији.
- 1995.  - „Међународну жену године”[8]
- 1998.  - Међународни биографски центар из Кембриџа и Амерички биографски институт - „Међународну жену године”
- 1999.  - „Водећих 2000 интелектуалаца света”[8]
- 2000.  - „Изузетни појединци 20. века”[8]
- 2001.  - „Водеће живе легенде света за 2001 годину”

- 2005. Један од оснивача Нишке уметничке фондације за младе уметнике.
- 2006. Златни беочуг за животно дело Културно-просветне заједнице Београда.
- 2008. Награда Браћа Карић животно дело